# Bombajka
Bombajka, harpadon bombil (Harpadon nehereus), znana też pod nazwami harpodon i „bombajska kaczka” – gatunek morskiej i słonawowodnej ryby skrzelokształtnej z rodziny  jaszczurnikowatych (Synodontidae), typ nomenklatoryczny rodzaju Harpadon. Poławiana gospodarczo, głównie w Indiach, jako ryba konsumpcyjna.

## Taksonomia i nazewnictwo zwyczajowe
Bombajka została opisana naukowo w 1822 roku przez Francisa Buchanan-Hamiltona pod nazwą Osmerus nehereus. Później zaliczono ją do rodzaju Harpodon, stąd spotykana w polskiej literaturze nazwa harpodon. Nazwa rodzajowa Harpodon  Cuvier, 1829, zgodnie z zasadą pierwszeństwa nazwy taksonu, została uznana za synonim rodzaju Harpadon Lesueur, 1825, a tym samym polska nazwa zwyczajowa „harpodon” stała się nieścisła. Nazwa „bombajska kaczka” pochodzi z tłumaczenia angielskiej nazwy Bombay duck.

## Występowanie i biotop
Ocean Indyjski i zachodnia część Oceanu Spokojnego – przybrzeżne wody Indii, Cejlonu, Zatoki Bengalskiej, Malezji, Indonezji i południowo-zachodniej Australii. Przez znaczną część roku bombajki zasiedlają  piaszczysto-błotniste dno w głębokich wodach oceanu. W czasie monsunu wpływają ławicami do delt rzecznych na żer. Przy dnie  błotnistych zatok, lagun i zalewów tworzą duże skupienia. Szczególnie licznie występują w delcie Gangesu i ujściach innych rzek Półwyspu Indyjskiego.

## Cechy morfologiczne
Ciało wydłużone i bocznie spłaszczone. Oczy małe, położone z przodu głowy. Głowa zaokrąglona, lekko spłaszczona, z dużym, krótkim i głębokim pyskiem, uzbrojonym w smukłe, zakrzywione zęby nierównej wielkości. Żuchwa jest dłuższa od szczęki. Płetwa grzbietowa duża i wysoka. Płetwa tłuszczowa położona jest nad końcem nasady płetwy odbytowej. Płetwy piersiowe i brzuszne mają owalny kształt i są wyjątkowo długie. Charakterystyczną cechą tego gatunku jest ostre zakończenie tułowia, wchodzące pomiędzy płaty płetwy ogonowej, co czyni ją trójdzielną. Ciało bombajki jest jasnoszare i osiąga przeciętnie 25 cm, maksymalnie 40 cm długości całkowitej.
Opis płetw: D 12–14, A 15–16, P 11–12, V 9–10.

## Biologia i ekologia
Ryba bardzo płodna, wydaje do 6 lęgów rocznie. Jest agresywnym drapieżnikiem, żywiącym się małymi rybami oraz bezkręgowcami występującymi przy dnie.

## Znaczenie gospodarcze

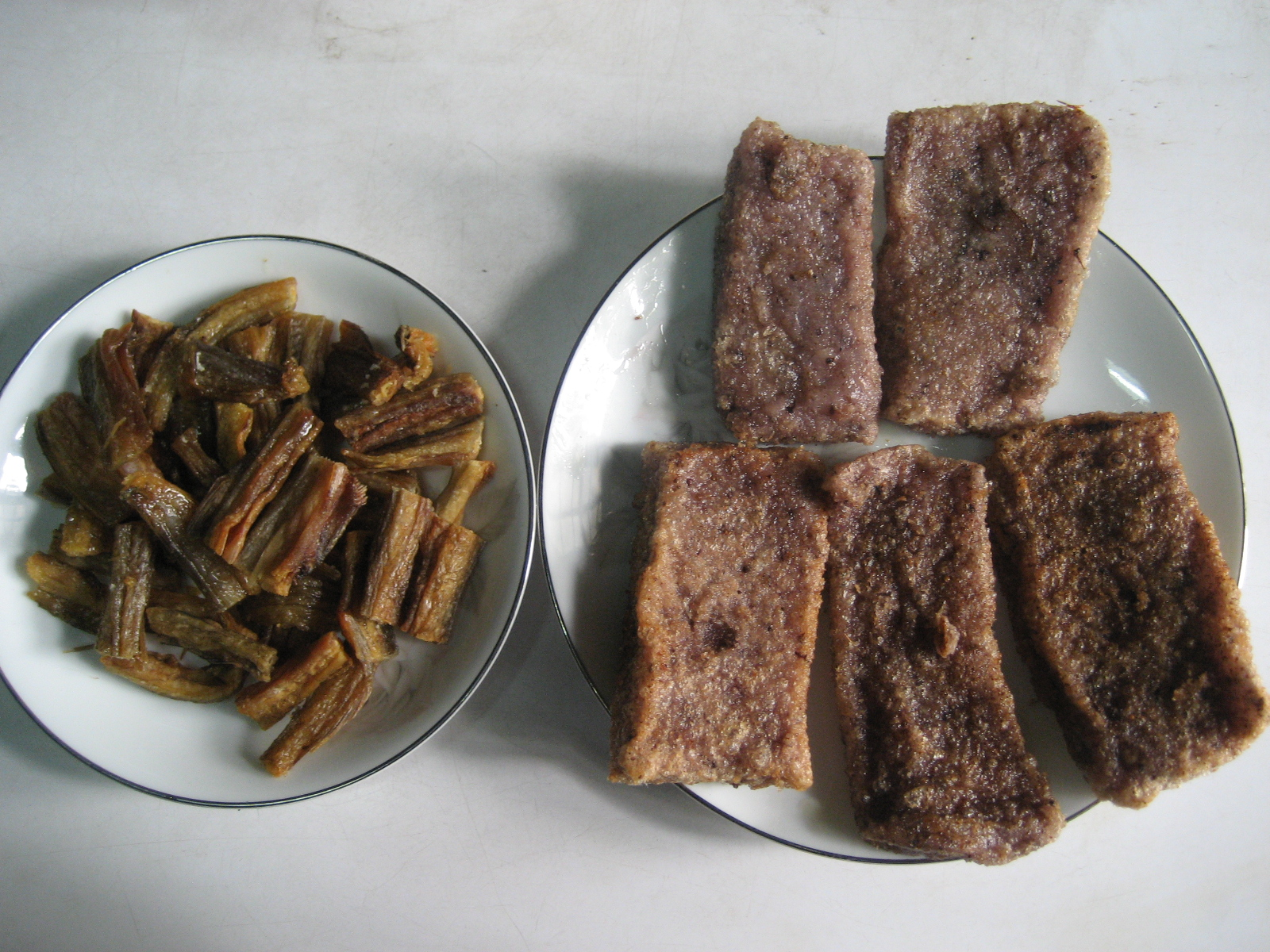
Suszone ciastka z kleistego ryżu smażonego z mięsem bombajki

Jest ważnym obiektem połowów, głównie w rybołówstwie Indii. Poławiana różnymi metodami (sieci denne, niewody, pułapki sieciowe, włoki i 
haczyki). W 1999 roku w Indiach odłowiono ponad 205 tysięcy ton, a w Indonezji około 15 tysięcy ton tej ryby. Mięso bombajki jest uznawane za smaczne i jest wszechstronnie użytkowane. Jednym z popularniejszych sposobów przyrządzania jest suszenie świeżej ryby na słońcu, a następnie podanie jej z ryżem polanym sosem curry.